# Kurt Leucht
Kurt Leucht   (Nuremberg, 31 de març de 1903 - Nuremberg, 2 de novembre de 1974) va ser un lluitador alemany, especialista en lluita grecoromana, que va competir durant les dècades de 1920 i 1930.
El 1928 va prendre part en els Jocs Olímpics d'Amsterdam, on va guanyar la medalla d'or en la competició del pes gall del programa de lluita grecoromana. En el seu palmarès també destaca un la medalla de plata al campionat d'Europa de 1931. Es va retirar el 1932, en no classificar-se pels Jocs de Los Angeles.